# Жабасак
Жабасак (каз. Жабасақ) — село в Айтекебийском районе Актюбинской области Казахстана. Административный центр Жабасакского сельского округа. Код КАТО — 153447100.

## Население
В 1999 году население села составляло 1193 человека (614 мужчин и 579 женщин). По данным переписи 2009 года, в селе проживали 863 человека (445 мужчин и 418 женщин).